# River East Center
Het River East Center is een wolkenkrabber in Chicago, Verenigde Staten. Het gebouw staat op 350 East Illinois Street. De bouw van de woontoren begon in 1999 en werd in 2001 voltooid.

## Ontwerp
Het River East Center is 196,29 meter hoog en bevat naast 58 bovengrondse, ook 4 ondergrondse verdiepingen. Het is door DeStefano + Partners, Ltd. in postmodernistische stijl ontworpen en is gebouwd met beton.
In het originele ontwerp bevatte het gebouw 16 kleine spitsen, vier aan iedere zijde. Met deze spitsen zou het gebouw ongeveer 207 meter hoog zijn geweest. De basis van de toren herbergt een bioscoop met 21 schermen. Verder bevat het gebouw een parkeergarage en een fitnesscentrum.